# Боно (Арканзас)
Боно (англ. Bono) — місто (англ. city) в США, в окрузі Крейггед штату Арканзас. Населення — 2409 осіб (2020).

## Географія
Боно розташоване за координатами 35°54′31″ пн. ш. 90°47′49″ зх. д. / 35.90861° пн. ш. 90.79694° зх. д. (35.908593, -90.797060).  За даними Бюро перепису населення США в 2010 році місто мало площу 3,72 км², уся площа — суходіл. В 2017 році площа становила 7,05 км², уся площа — суходіл.

### Клімат
| Клімат : Боно         | Клімат : Боно | Клімат : Боно | Клімат : Боно | Клімат : Боно | Клімат : Боно | Клімат : Боно | Клімат : Боно | Клімат : Боно | Клімат : Боно | Клімат : Боно | Клімат : Боно | Клімат : Боно | Клімат : Боно |
| Показник              | Січ.          | Лют.          | Бер.          | Квіт.         | Трав.         | Черв.         | Лип.          | Серп.         | Вер.          | Жовт.         | Лист.         | Груд.         | Рік           |
| Середній максимум, °C | 7,2           | 10,0          | 16,1          | 22,2          | 27,2          | 31,7          | 33,3          | 32,2          | 28,9          | 23,3          | 16,1          | 9,4           | 21,7          |
| Середній мінімум, °C  | −2,2          | 0,0           | 5,0           | 10,6          | 15,0          | 19,4          | 21,7          | 20,6          | 16,7          | 10,0          | 5,6           | 0,0           | 10,0          |
| Норма опадів, мм      | 84            | 97            | 122           | 130           | 130           | 79            | 69            | 76            | 94            | 86            | 119           | 114           | 1199          |
| --------------------- | ------------- | ------------- | ------------- | ------------- | ------------- | ------------- | ------------- | ------------- | ------------- | ------------- | ------------- | ------------- | ------------- |
| Джерело: Weatherbase  |               |               |               |               |               |               |               |               |               |               |               |               |               |

## Демографія
Згідно з переписом 2010 року, у місті мешкала 2131 особа в 811 домогосподарстві у складі 570 родин. Густота населення становила 572 особи/км².  Було 859 помешкань (231/км²). 
Расовий склад населення:
| - 94,7 % — білих - 2,0 % — чорних або афроамериканців - 0,2 % — азіатів - 0,1 % — корінних американців |

До двох чи більше рас належало 2,2 %. Іспаномовні складали 3,1 % від усіх жителів.
За віковим діапазоном населення розподілялося таким чином: 30,9 % — особи молодші 18 років, 60,5 % — особи у віці 18—64 років, 8,6 % — особи у віці 65 років та старші. Медіана віку мешканця становила 28,7 року. На 100 осіб жіночої статі у місті припадало 91,8 чоловіків;  на 100 жінок у віці від 18 років та старших — 84,9 чоловіків також старших 18 років.
Середній дохід на одне домашнє господарство  становив 39 149 доларів США (медіана — 36 875), а середній дохід на одну сім'ю — 44 676 доларів (медіана — 42 833). Медіана доходів становила 31 866 доларів для чоловіків та 35 087 доларів для жінок. За межею бідності перебувало 16,8 % осіб, у тому числі 23,5 % дітей у віці до 18 років та 14,9 % осіб у віці 65 років та старших.
Цивільне працевлаштоване населення становило 1115 осіб. Основні галузі зайнятості: освіта, охорона здоров'я та соціальна допомога — 29,3 %, виробництво — 15,1 %, роздрібна торгівля — 14,5 %.